# Småboane
Småboane est une île norvégienne du comté de Hordaland appartenant administrativement à Bømlo.

## Description
Il s'agit de plusieurs écueils rocheux et désertiques dispersés, à fleur d'eau, qui s'étendent sur environ 383 m de longueur pour une largeur approximative de 253 m. 